# Skeleton nos Jogos Olímpicos de Inverno de 2014 - Feminino
O evento feminino do skeleton nos Jogos Olímpicos de Inverno de 2014 foi disputada no Centro de Sliding Sanki na Clareira Vermelha em Sóchi, entre os dias 13 e 14 de fevereiro.
Elena Nikitina, da Rússia, que conquistou a medalha de bronze, foi desclassificada em 22 de novembro de 2017 após ser flagrada no antidoping. No entanto o Tribunal Arbitral do Esporte anulou essa decisão em 1 de fevereiro de 2018 e retornou a medalha à atleta russa.

## Medalhistas
| Ouro   | GBR Lizzy Yarnold     |
| Prata  | USA Noelle Pikus-Pace |
| Bronze | RUS Elena Nikitina    |

## Resultados
| Pos.              | Bib | Atleta                    | 1ª descida | 2ª descida | 3ª descida | 4ª descida | Total   | Diferença |
| ----------------- | --- | ------------------------- | ---------- | ---------- | ---------- | ---------- | ------- | --------- |
| Medalha de ouro   | 2   | GBR Lizzy Yarnold         | 58.43      | 58.46      | 57.91      | 58.09      | 3:52.89 | +0.00     |
| Medalha de prata  | 1   | USA Noelle Pikus-Pace     | 58.68      | 58.65      | 58.25      | 58.28      | 3:53.86 | +0.97     |
| Medalha de bronze | 12  | RUS Elena Nikitina        | 58.48      | 58.96      | 58.33      | 58.53      | 3:54.30 | +1.41     |
| 4                 | 15  | USA Katie Uhlaender       | 58.83      | 58.75      | 58.41      | 58.35      | 3:54.34 | +1.45     |
| 5                 | 13  | RUS Olga Potylitsina      | 59.00      | 58.75      | 58.13      | 58.52      | 3:54.40 | +1.51     |
| 6                 | 10  | RUS Maria Orlova          | 58.97      | 59.02      | 58.30      | 58.43      | 3:54.72 | +1.83     |
| 7                 | 16  | CAN Sarah Reid            | 59.14      | 59.17      | 58.27      | 58.15      | 3:54.73 | +1.84     |
| 8                 | 5   | GER Anja Huber            | 59.17      | 59.13      | 58.63      | 58.31      | 3:55.24 | +2.35     |
| 9                 | 4   | AUT Janine Flock          | 59.47      | 59.39      | 58.61      | 58.56      | 3:56.03 | +3.14     |
| 10                | 8   | GER Sophia Griebel        | 59.43      | 59.20      | 58.74      | 58.75      | 3:56.12 | +3.23     |
| 11                | 9   | NZL Katharine Eustace     | 59.52      | 59.46      | 58.69      | 58.54      | 3:56.21 | +3.32     |
| 11                | 17  | CAN Mellisa Hollingsworth | 59.68      | 59.70      | 58.68      | 58.15      | 3:56.21 | +3.32     |
| 13                | 6   | GER Marion Thees          | 59.25      | 59.42      | 58.89      | 58.67      | 3:56.23 | +3.34     |
| 14                | 11  | AUS Michelle Steele       | 59.42      | 59.41      | 58.76      | 58.69      | 3:56.28 | +3.39     |
| 15                | 19  | LAT Lelde Priedulēna      | 59.73      | 59.31      | 58.73      | 58.51      | 3:56.28 | +3.39     |
| 16                | 3   | GBR Shelley Rudman        | 59.46      | 59.33      | 58.82      | 58.86      | 3:56.47 | +3.58     |
| 17                | 14  | AUS Lucy Chaffer          | 60.16      | 59.25      | 58.74      | 58.49      | 3:56.64 | +3.75     |
| 18                | 7   | SUI Marina Gilardoni      | 59.77      | 59.79      | 58.77      | 58.41      | 3:56.74 | +3.85     |
| 19                | 18  | JPN Nozomi Komuro         | 59.94      | 59.82      | 59.24      | 58.76      | 3:57.76 | +4.87     |
| 20                | 20  | ROU Maria Marinela Mazilu | 59.99      | 59.89      | 59.63      | 59.11      | 3:58.62 | +5.73     |

Legenda
| Recorde mundial      | Recorde mundial (World record)               |                       | Recorde africano                      | Recorde africano (African) |                                           | Q | Classificado por posição (Qualified) |
| Recorde olímpico     | Recorde olímpico (Olympic record)            | Recorde da América    | Recorde da América (Americas)         | q                          | Classificado por melhor tempo (Qualified) |   |                                      |
| Melhor marca do ano  | Melhor marca do ano (World leading)          | Recorde asiático      | Recorde asiático (Asian)              | DNS                        | Não largou (Did not start)                |   |                                      |
| Recorde nacional     | Recorde nacional (National record)           | Recorde europeu       | Recorde europeu (European)            | DNF                        | Não terminou (Did not finish)             |   |                                      |
| Recorde pessoal      | Recorde pessoal do atleta (Personal best)    | Recorde da Oceania    | Recorde da Oceania (Oceania)          | DSQ / DQ                   | Desclassificado (Disqualified)            |   |                                      |
| Recorde da temporada | Recorde da temporada do atleta (Season best) | Recorde sul-americano | Recorde sul-americano (South America) | NM                         | Sem marca (No mark)                       |   |                                      |